# Dekornizacja

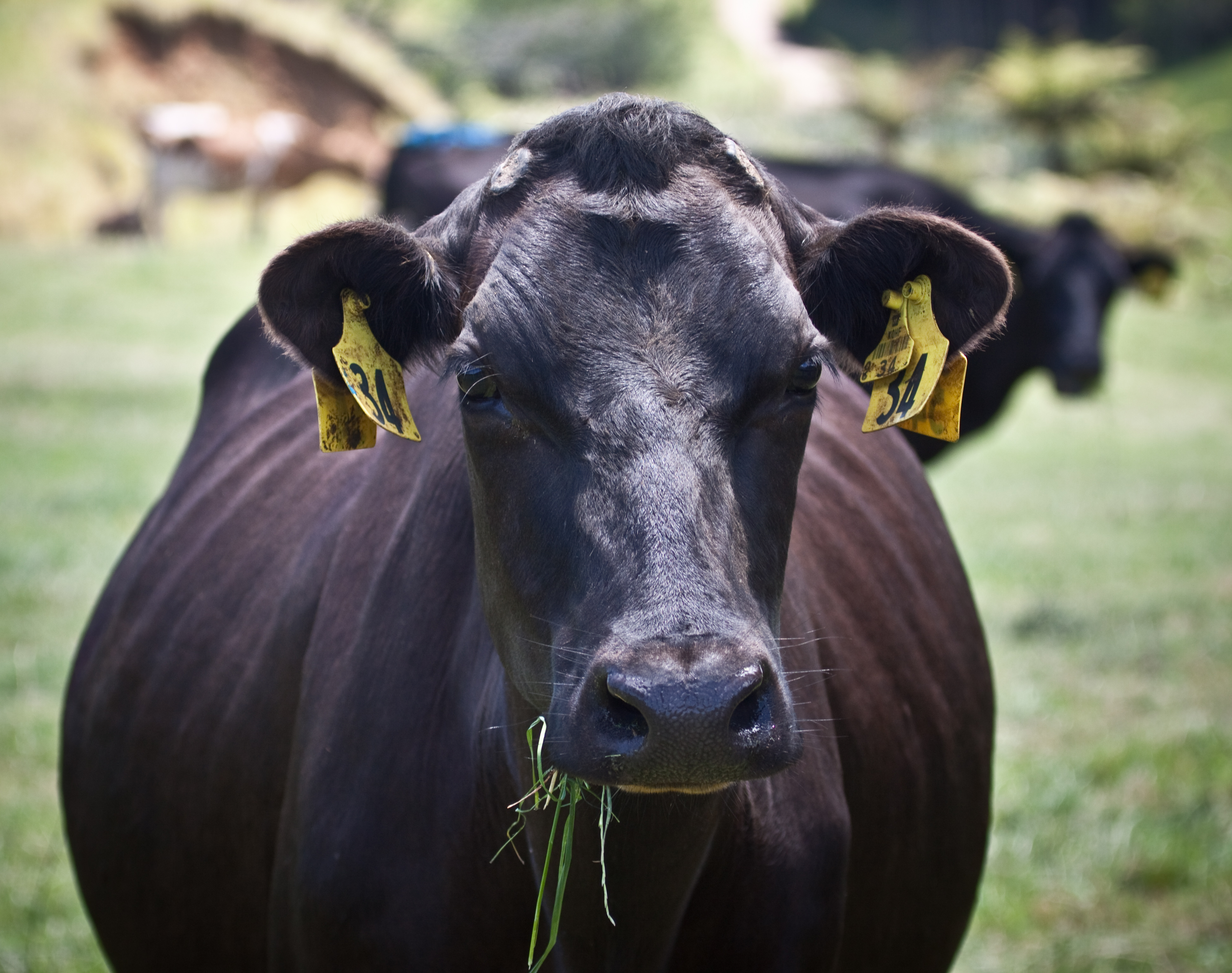
Krowa po zabiegu dekornizacji

Dekornizacja – zabieg pielęgnacyjny polegający na usuwaniu zawiązków rogów u cieląt. Najczęściej nie wymaga on powtarzania (metoda termiczna i chirurgiczna). Celem zabiegu jest powstrzymanie rośnięcia rogów u bydła. Zabieg powoduje wzrost bezpieczeństwa pracy przy obsłudze i transporcie zwierząt oraz ogranicza ich skaleczenia. Dekornizacji dokonuje się u cieląt w wieku 3–8 tygodni. Optymalnym okresem na jej dokonanie jest okres, kiedy nie są jeszcze rozrośnięte zawiązki rogu z wyrostkiem kości czołowej, czyli między 2 a 3 tygodniem życia zwierzęcia.

## Metody dekornizacji
- chirurgiczna – polega na usuwaniu zawiązków rogów za pomocą specjalnego narzędzia (nóż Robertsa). Zabieg tą metodą powinien przeprowadzić lekarz weterynarii. Jest to najbardziej krwawa metoda, ale najmniej bolesna i najszybsza;
- termiczna (wypalanie rogów) – polega na usuwaniu zawiązków rogów za pomocą żegadeł w kształcie noża lub krążka, które są nagrzewane gazem lub prądem. Jest to metoda bezkrwawa, lecz bardziej bolesna i dłużej trwająca niż chirurgiczna;
- chemiczna – polega na "oblaniu" zawiązków rogów specjalną substancją chemiczną o właściwościach żrących. Zabieg ten jest bolesny i trzeba go powtarzać około 4-6 razy, by osiągnąć stan pożądany.